# Sebastián Herrera
Sebastián Herrera Zamora, (Copenhague, Dinamarca, 22 de abril de 1969) es un exfutbolista español nacido en Dinamarca. Jugaba como defensa central y participó en la Primera División de España con el R. C. D. Mallorca, el Real Burgos, la U. E. Lleida, el R. C. D. Espanyol y el F. C. Barcelona, con el que fue campeón de liga. También jugó en la Primera División de Portugal con el S. C. Farense.

## Trayectoria
Herrera nació en 1969 en Copenhague, ya que sus padres se encontraban en Dinamarca por motivos laborales. Regresaron a España cuando Herrera tenía dos años, instalando su residencia cerca de Barcelona, en el barrio de Bellvitge de Hospitalet de Llobregat. A los ocho años empezó a jugar al fútbol en un equipo local, el Bellvitge Norte y a los once ingresó en los alevines del F. C. Barcelona.

### F. C. Barcelona
Sus primeros éxitos como barcelonista los logró con los juveniles: dos campeonatos y un subcampeonato de Copa del Rey, además de dos subcampeonatos de liga. La temporada 1988-89 la empezó en el Barcelona Amateur, aunque su buen rendimiento le hizo saltar al Barcelona Atlètic en la recta final del campeonato.
Convertido en uno de los jugadores más prometedores del filial, la temporada 1990-91 Johan Cruyff le dio las primeras oportunidades con el primer equipo. Debutó en partido oficial con la camiseta azulgrana el 5 de diciembre de 1990, en el Camp Nou ante el Real Madrid, con motivo de la disputa del encuentro de ida de la Supercopa de España. Los madridistas se impusieron por 0-1 y Herrera jugó los noventa minutos, con una destacada actuación en el marcaje a Hugo Sánchez. Por este motivo, Cruyff volvió a darle la titularidad en el encuentro de vuelta, donde los blancos volvieron a ganar por 4-1.
Posteriormente, debutó en competición europea, en los cuartos de final de la Recopa de Europa, ante el Dinamo de Kiev. Cruyff volvió a darle minutos en el partido de vuelta de las semifinales, en Turín ante la Juventus F. C., y vivió desde el banquillo la final continental, en la que el Manchester United se impuso a los catalanes.
Mejor suerte tuvieron los blaugrana en la liga, conquistando el título tras cinco años de sequía. El debut de Herrera en la competición hizo esperar y, después de varias convocatorias, debutó finalmente en Primera División el 5 de mayo de 1991, en el Camp Nou ante el Real Zaragoza. Herrera disputó los últimos trece minutos tras sustituir a Michael Laudrup.
La temporada 1991-92 estaba prevista su incorporación definitiva a la plantilla del primer equipo, ante la eventual marcha de Ricardo Serna. Pero finalmente, con la continuidad del defensa andaluz, los técnicos prefirieron que Herrera se foguease en otro equipo de Primera División. Descartados destinos como el C. D. Logroñés y el Real Burgos, se marchó cedido al R. C. D. Mallorca. No tuvo suerte en su etapa como balear, ya que dispuso de pocos minutos -jugó 18 partidos- y su equipo terminó descendiendo. Pese a todo, el Barcelona decidió recuperarlo para la temporada 1992-93, para cubrir la marcha del central Nando.
Sin embargo, Johan Cruyff, prefirió prescindir de sus servicios, por lo que fue cedido al Real Burgos para la temporada 1992-93. Tras unos inicios difíciles, el jugador se convirtió en titular indiscutible en la segunda vuelta de la liga, participando en un total de 24 partidos.
A su regreso al Barça, realiza la pretemporada con el Barcelona B, llegando incluso a participar en las primeras jornada de liga con el filial. Finalmente, a mediados de septiembre de 1993 se concretó su cesión a la U. E. Lleida.

### R. C. D. Espanyol
Con un año todavía de contrato con el F. C. Barcelona, pero cansado de las continuas cesiones, en junio de 1994 llegó a un acuerdo para su traspaso al R. C. D. Espanyol. Con la camiseta españolista rompió su racha negativa, y durante tres temporadas fue titular indiscutible en el eje de zaga, formando pareja con Mauricio Pochettino. La temporada 1994-95 la revista Don Balón le designó mejor central de Primera División. La siguiente temporada, los blanquiazules llegaron hasta las semifinales de la Copa del Rey -hacía 19 años que no lo conseguían-, lograron la clasificación para la Copa de la UEFA -tras nueve años de ausencia- y conquistaron la Copa Cataluña. Herrera vivía los mejores momentos de su carrera, pero el verano de 1997 le comunicó al Espanyol su intención de abandonar el club por motivos familiares.

### U. D. Las Palmas
R. C. D. Espanyol llega a un acuerdo con la U. D. Las Palmas, por entonces en Segunda División, que se hizo con sus servicios a cambio de 125 millones de pesetas.
Herrera fue titular indiscutible en la defensa canaria durante dos temporadas y otro año más en el C. D. Logroñés. la temporada 1999-2000, prefirió cambiar de aires y fichó por el S. C. Farense.

### S. C. Farense
Jugó dos años en Primera División de Portugal, aunque una grave lesión le hizo perderse gran parte de la temporada 2001-02.
El descenso le llevó a regresar a Cataluña para jugar tres campañas en las filas del C. F. Gavà, en Segunda B. Ese año también vivió momentos históricos, como el subcampeonato de la Copa Cataluña. Fue un gol de Herrera en semifinales, precisamente ante sus excompañeros del R. C. D. Espanyol, el que llevó a los azulgrana a la final, que luego perdieron contra el Terrassa F. C..
El verano de 2005 se enroló en otro equipo de la Tercera División catalana, el F. C. Santboià, donde colgó las botas un año más tarde.
Sin embargo, tras un año y medio retirado, en noviembre de 2007, con 38 años, decidió volver a vestirse de corto para jugar en Regional Preferente (sexta categoría de liga) con el equipo barcelonés de la Gimástica Iberiana.

### Entrenador
Después de su retirada, decidió obtener la titulación de Entrenador Nacional (UEFA PRO) expedido por la Real Federación Española de Fútbol temporada 2010.
También he realizado tareas de scouting, para una empresa internacional (Inversiones y Consulting Deportivo, bajo las órdenes de Alberto Argibay), conoce el mercado de jugadores y equipos internacionales.

## Selección nacional
Fue internacional en varias categorías inferiores de la selección española, pero nunca fue convocado por la absoluta.
También disputó un partido amistoso con la selección de Cataluña.

## Clubes

### Como jugador
| Club                    | País     | Año       |
| ----------------------- | -------- | --------- |
| F. C. Barcelona Amateur | España   | 1988-1989 |
| Barcelona Atlètic       | España   | 1989-1991 |
| F. C. Barcelona         | España   | 1991      |
| R. C. D. Mallorca       | España   | 1992-1993 |
| Real Burgos             | España   | 1993-1994 |
| F. C. Barcelona "B"     | España   | 1993      |
| U. E. Lleida            | España   | 1993-1994 |
| R. C. D. Espanyol       | España   | 1994-1997 |
| U. D. Las Palmas        | España   | 1997-1999 |
| C. D. Logroñes          | España   | 1999-2000 |
| S. C. Farense           | Portugal | 2000-2002 |
| C. F. Gavà              | España   | 2002-2005 |
| F. C. Santboià          | España   | 2005-2006 |
| Gimnàstica Iberiana     | España   | 2007-2008 |

### Como entrenador
| Club                            | País   | Año        |
| ------------------------------- | ------ | ---------- |
| C. E. L'Hospitalet juvenil      | España | 2010-2011. |
| C. F. Gavà                      | España | 2011-2012. |
| R. C. D. Espanyol (fútbol base) | España | 2012-2014  |
| Rayo Cantabria                  | España | 2016-2017  |

## Palmarés
- Primera División de España: F. C. Barcelona (1991)
- Copa Cataluña: R. C. D. Español - Espanyol (1995, 1996)